# Kienberg (Haute-Bavière)
Pour les articles homonymes, voir Kienberg.
Kienberg est une commune de Bavière (Allemagne), située dans l'arrondissement de Traunstein, dans le district de Haute-Bavière.